# 345868 Halicarnassus
345868 Halicarnassus este o planetă minoră (asteroid) din centura de asteroizi. A fost descoperită pe 19 august 2007 la  de Vincenzo Silvano Casulli⁠(d) și a fost numită după Mausoleul din Halicarnas. 
Obiectul prezintă o orbită caracterizată de o semiaxă mare de 2,7216652836669 UAi, o excentricitate de 0,16298943651678, o înclinație de 10,481973434385 ° în raport cu ecliptica.